# پائولا پیتی
پائولا پیتی (ایتالیایی: Paola Pitti؛ زادهٔ ۱۷ آوریل ۱۹۴۷) بازیگر و مدل اهل ایتالیا است.
از فیلم‌هایی که وی در آن‌ها نقش داشته است، می‌توان به سربازان و سرجوخه‌ها و با صدای لوپارا اشاره نمود.